# 尤卡坦食蚊魚
尤卡坦食蚊魚為輻鰭魚綱鯉齒目鯉齒亞目花鳉科的其中一種，分布於中美洲墨西哥、瓜地馬拉、貝里斯的淡水流域，體長可達5.5公分，屬肉食性，生活習性不明。

## 擴展閱讀
維基物種上的相關：尤卡坦食蚊魚